# Skovlænge Præstegård
Skovlænge Præstegård var en præstegård fra 1810 i Skovlænge Sogn (Lollands Sønder Herred), nogle kilometer nord for Søllested. Den var placeret i Lolland Kommune og tilhørte Region Sjælland. Præstegården lå ved siden af Skovlænge Kirke, der blev bygget ca. år 1200.
Som en del af en bro mellem Skovlænge Præstegård og Gurreby fandt man i 1627 runestenen Skovlængestenen, som siden blev flyttet til Stiftsmuseet Maribo. Dens inskription lyder: 
"Astrad rejste denne sten efter sin fader Jyde, en meget velbyrdig thegn".
Kulturarvsstyrelsen udpegede Skovlænge Præstegård som bevaringsværdig. På trods af dette blev præstegården revet ned i december 2013. 